# عناية شخصية

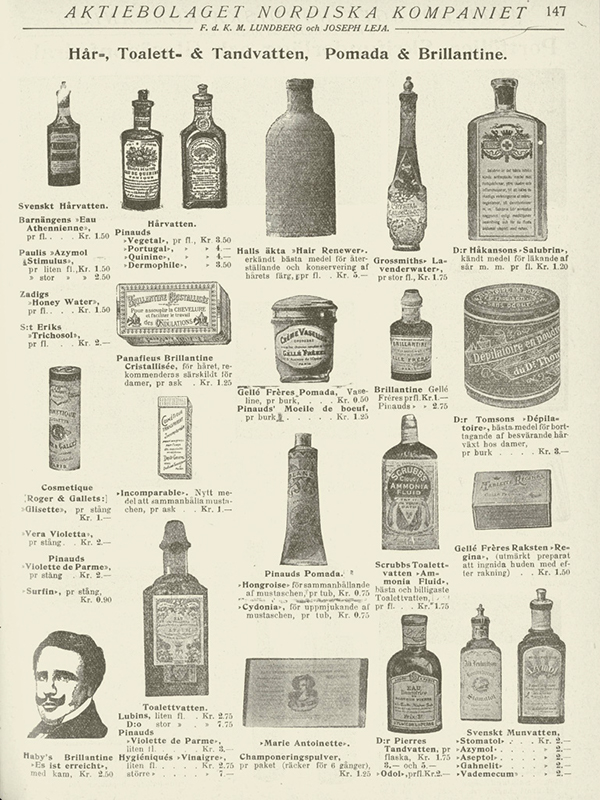

عدة الهندمة أو العناية الشخصية أو الرعاية الشخصية (بالإنجليزية: Personal care)‏ هي صناعة تقوم على صناعة المستلزمات والمنتجات المستخدمة في النظافة الشخصية والتجميل .

## منتجات
تشمل عدة الهندمة مجموعة متنوعة من المواد مثل: مرهم الشفاه، مسحة معقمة (مسحة تطهير) ، وكولونيا ، مسحة قطنية، وأعواد القطن، ومزيل العرق، بطانة العين، مناديل الوجه، ملمع الشفاه، أحمر الشفاه، غسول، ماكياج، غسول الفم، مبرد أظافر، كريم الشعر، العطور، شفرات وماكينات الحلاقة ومشذبات الشعر، شامبو، منعم الشعر، بودرة التلك، كريم الحلاقة، كريم الجلد، ورق التواليت، والمناديل الرطبة، وفرشاة الأسنان ومعجون الأسنان.